# Piotr Aleksander Tarło
Piotr Aleksander Tarło herbu Topór (ur. ok. 1580, zm. 1649), kasztelan lubelski w latach 1618-1630, wojewoda lubelski w latach 1630–1649. 
Syn Jana, kasztelana małogoskiego, kasztelana radomskiego i wojewody lubelskiego i Agnieszki Szafraniec.

## Życiorys
Po śmierci ojca nim i jego starszym bratem opiekował się Stanisław Szafraniec z Pieskowej Skały. Zapewne pierwsze nauki pobierał w kalwińskiej szkole w Secyminie (według współczesnej pisowni Secemin). W 1605 wyjechał na studia do protestanckiego wówczas Strasburga, gdzie przebywał dwa lata. W 1606 jest notowany jako student w Genewie. Po powrocie do Polski przypuszczano, że wczesna śmierć brata i bezpotomność wuja Andrzeja Szafrańca uczynią go ich następcą w Kościele kalwińskim. Nadzieje te okazały się płonne, gdyż ok. 1615 przeszedł na katolicyzm. Nie zerwał jednak zupełnie związków z dysydentami, np. Andrzej Wiszowaty był nauczycielem jego synów, których wysłał na studia do Akademii Rakowskiej.
W 1613 był posłem na sejm, w 1618 zapewne nie bez związku z konwersją objął kasztelanię lubelską, a w 1630 został wojewodą lubelskim. Tę drugą godność rodzina Tarłów utrzymywała z drobnymi przerwami do 1744. W 1632 był członkiem konfederacji generalnej zawiązanej 16 lipca i elektorem Władysława IV Wazy z województwa lubelskiego. W 1641 wyznaczony został senatorem rezydentem.

## Potomstwo
W pierwszym małżeństwie z Zofią Działyńską miał trzech synów:
- 1. Mikołaj Tarło (zginął w Lowanium w 1632)
- 2. Jan Aleksander Tarło (zm. 1680), wojewoda lubelski, wojewoda sandomierski
- 3. Stefan Tarło
- 4. Władysław Kazimierz

W drugim małżeństwie z Jadwigą z Lanckorońskich miał czterech synów:
- 1. Karol Tarło
- 2. Aleksander Tarło (zm. 1684) kasztelan zawichojski.
- 3. Stanisław Tarło (zm. 1705) kasztelan zawichojski 1684, wojewoda lubelski 1689
- 4. Zygmunt Tarło (zm. 1685/89) starosta pilzneński.

Wojewodą lubelskim został po jego śmierci jego najstarszy żyjący syn.